# Grb Sisačko-moslavačke županije
Grb Sisačko-moslavačke županije je grb koji je okomito podijeljen na dva dijela. Na desnoj strani grba, koji je zelene podloge, nalazi se roda, a na lijevoj strani grba, koji je svijetlo plave podloge, nalazi se mač okrenut vrhom prema dolje. Štit je obrubljen zlatnom bojom, a ponad štita se alazi zlatna kruna od sedam kula.
Roda je uzeta kao simbol jer je ptica koja se često pojavljuje na području Sisačko-moslavačke županije, a mač kao simbol odlučnosti stanovništva da se brane, ali i spremnost na mir (okenutost prema dolje).
Grb, kao ni zastavu, nije odobrilo Ministarstvo uprave Republike Hrvatske jer se zamjera korištenje krune koja je simbol suvereniteta kojeg ova županija nema.